# Bird
Bird je priimek več znanih oseb:

## Znani nosilci priimka
- Billie Bird (1908—2002), ameriška igralka
- Edward Bird (1772—1819), angleški slikar
- John Bird (*1936), angleški igralec
- Junius Bird (1907—1982), ameriški arheolog
- Larry Bird (*1956), ameriški košarkar
- Robert Montgomery Bird (1806—1854), ameriški zdravnik in književnik
- Sue Bird (*1980), ameriška košarkarica